# 小行星3372
小行星3372（3372 Bratijchuk）是一颗绕太阳运转的小行星，为主小行星带小行星。该小行星于1976年9月24日发现。

## 轨道参数
小行星3372的轨道半长轴为2.6937244 UA，离心率为0.141。